# Чемпіонат Тячівського району з футболу
Чемпіонат Тячівського району з футболу — футбольні змагання серед аматорських команд Тячівського району, Закарпатської області. Проводяться під егідою Тячівської районної федерації футболу.

## Обмін між лігами
В 2014 році чемпіонат проходить в двох групах: А (по р.Тиса) і Б (по р.Тересва), тобто команди розділені по регіональному принципу.
У 2015 році чемпіонат проходив за стандартною круговою системою, учасниками стали 13 команд району. 4 команди району виступали в обласній першості.

## Призери чемпіонату району
Усі переможці:
- 2011 - ФК Ганичі
- 2012 - ФК Руське Поле
- 2013 - ФК Ганичі
- 2014 - ФК Діброва (Нижня Апша)
- 2015 - ФК Вонігово
- 2016 - ФК Вонігово
- 2017 - ФК Вонігово
- 2018 - ФК Вонігово
- 2019 - ФК Руське Поле

## Футбольні клуби району
Команди учасниці ЧР-2015:
- ФК Авангард (смт. Тересва)
- ФК Беркут (с. Бедевля)
- ФК Вонігово
- ФК Діброва (с. Нижня Апша)
- ФК Калини
- ФК Колос (с. Теребля)
- ФК Лісоруб (смт. Усть-Чорна)
- ФК Нива (Тячівка)
- ФК Інтер (Ганичі)
- ФК Інтер (Нересниця)
- ФК Плеша (с. Підплеша)
- ФК Руське Поле
- ФК Млин (смт. Буштино)

Інші команди району (які призупинили діяльність): 
- ФК Тиса (Буштино)
- ФК Менчул (с. Кричево)
- ФК Брустури (с. Лопухово)
- ФК Вільхівці
- ФК Колодне
- ФК Спартак (м.Тячів)
- ФК Солекоп (смт.Солотвино)
- ФК Тячівка
- ФК Лази
- ФК Грушево
- ФК Чумалево
- ФК Добрянське